# Janukonda, Chitradurga
Janukonda là một làng thuộc tehsil Chitradurga, huyện Chitradurga, bang Karnataka, Ấn Độ.